# 毛果青冈
毛果青冈（学名：Cyclobalanopsis pachyloma），又名捲斗櫟，为壳斗科青冈属下的一个种。